# Nederlandse Vereniging voor Geluid- en Beeldregistratie
De Nederlandse Vereniging voor Geluid- en Beeldregistratie (NVG) is een trefpunt van amateurs, die als hobby hebben het op creatieve wijze opnemen en bewerken van geluid alsmede het combineren van geluid met zelf vervaardigd beeldmateriaal. 

## Historie
Op 15 september 1956 werd te Amsterdam de Nederlandse Vereniging van Geluidsjagers (NVG) opgericht. De oprichters speelden in op de snel toenemende populariteit van de bandrecorder in de Nederlandse huisgezinnen. Bezitters van een bandrecorder wilden geïnformeerd worden over de gebruiksmogelijkheden. Er waren technische vragen over aansluitingen, kabels en stekkers en er ontstond behoefte aan een mogelijkheid zelf vervaardigde opnamen buiten de huiselijke kring te laten horen. De NVG speelde hierop in door het uitbrengen van een verenigingsblad, door het oprichten van regionale onderafdelingen en door het jaarlijks organiseren van een nationale geluidswedstrijd, veelal met ondersteuning van producenten van recorders en magneetband. Met in de glorietijd een ledental van 2000 geluidsjagers kon de NVG zich ook verheugen in de aandacht van radioprogramma’s als De Regenboog en ZO135, waarin VARA-presentator Joop Smits regelmatig amateur-geluidsopnamen ten gehore bracht.   
De activiteiten van de geluidsamateurs omvatten het gehele scala van het maken van documentaires, hoorspelen, het opnemen van geluiden in de natuur tot muziekopnames van hoge kwaliteit. Ook de uitwisseling van correspondentiebanden werd zeer populair.
De mogelijkheid om zelf opgenomen geluid te combineren met diaseries, waarbij de geluidsband via een diastuurapparaat  tevens kon worden gebruikt voor de aansturing van de projector was voor veel leden aanleiding om ook het beeld bij de hobby te betrekken.
Om ook recht te doen aan deze uitbreiding van de hobby werd in 1965 de naam van de vereniging gewijzigd in Nederlandse Vereniging voor Geluid- en Beeldregistratie.

## Ontwikkeling
In de loop der jaren werden de dia’s met geluid vervangen door klankdiareeksen in overvloeitechniek met meerdere projectoren, ook wel diaporama geheten. In de aansturing van de projectoren deed de computer zijn intrede. Inmiddels is de omschakeling van de klassieke dia naar digitale foto’s en projectie met beamer actueel. De volgende stap is toevoeging van bewegende beelden, waarbij een z.g.multimedia productie ontstaat. De NVG volgt al deze ontwikkelingen en geeft de leden advies en voorlichting. Jaarlijks organiseert de NVG –naast de nationale geluidswedstrijd- ook een nationale klankdiawedstrijd, waarin amateurs hun creatie kunnen tonen.
Ten behoeve van de leden heeft de NVG collectieve voorzieningen getroffen met Buma/Stemra, teneinde heffing te voorkomen bij niet-commerciële vertoning van zelfgemaakte producties in de openbare ruimte.

## Internationale contacten
De NVG maakt samen met zusterclubs in Duitsland, Frankrijk, Groot-Brittannië, Italië, Slowakije, Tsjechië en Zwitserland deel uit van de Fédération Internationale des Chasseurs de Sons (FICS).
Nederlandse producties dingen jaarlijks mee in de in het kader van de FICS georganiseerde wedstrijden.

## Video
Hoewel NVG-leden zich ook bezighouden met video-opnamen en de meeste Europese zusterclubs van de NVG deze tak van de hobby ook onder de vleugels hebben genomen, laat de NVG de begeleiding van deze activiteiten over aan de collega's van de NOVA.